# 皇牌空战 突击地平线 遗产
《皇牌空战 突击地平线 遗产》（中国大陆和香港副标题又译作，台湾副标题又译作）為2011年推出的任天堂3DS掌機遊戲。
利用了3DS的立體視覺和雙螢幕功能，下方螢幕顯示戰機的抬頭顯示器資訊，基本作戰方式雷同於突击地平线，也有近距攻擊系統。2015年推出了加強版，收錄所有線上更新內容和一些任天堂趣味機體。
遊戲一大特點是大量配樂由椎名豪作曲。